# داوود اسماعیلی
داوود اسماعیلی (۱۳۲۰–۹ مرداد ۱۳۸۱) کارگردان و نویسنده اهل ایران بود.

## زندگی‌نامه
داوود اسماعیلی متولد ۱۳۲۰ تهران است. وی فعالیت سینمایی را با ساخت فیلم «گناه چشمان من» آغاز کرد. او در ۹ مرداد ۱۳۸۱ در سن ۶۱ سالگی به دلیل سکته قلبی درگذشت.

## فیلم‌شناسی
- گناه چشمان من (۱۳۴۶ کارگردان، نویسنده و تهیه‌کننده) ناتمام ماند
- گربه را دم حجله می‌کشند (۱۳۴۸ کارگردان و نویسنده)
- تنها مرد محله (۱۳۵۱ کارگردان)
- غول (۱۳۵۲ کارگردان)
- ابرمرد (۱۳۵۳ کارگردان و نویسنده)
- جانی و تپل (۱۳۵۶ کارگردان و نویسنده)
- پرستش (۱۳۵۷ کارگردان و نویسنده) نمایش داده نشد
- در اسارت (۱۳۶۴ کارگردان بیش از نیمی از فیلم و بازیگر)
- آری چنین بود (۱۳۶۷ کارگردان و نویسنده)